# Empresa de capital fechado
Uma Empresa de capital fechado é uma sociedade anônima na qual o capital social representado pelas ações está normalmente dividido entre poucos acionistas, a pessoa física que quiser comprar essas ações, terá de convencer um dos atuais acionistas a vendê-las e irá precisar fazer uma escrituração da transferência da propriedade das ações no livro de transferência de ações nominativas da companhia. Essas ações, ao contrário de uma empresa de capital aberto não são comercializadas em bolsas de valores ou no mercado de balcão.
Uma empresa de capital fechado tem diversos sócios, semelhante à companhia de capital aberto, diferindo, portanto por possuir maiores privilégios do que um sócio único, classificado como uma pessoa jurídica individual e perderia tais privilégios como a limitabilidade de responsabilidade, tal como, acontece junto a sociedade de responsabilidade limitada. As empresas de capital fechado geralmente são empresas familiares ou pertencentes a poucos sócios. Podem também ser empresas que tinham seu capital aberto e por determinada razão resolveram fechar seu capital deixando de ser negociadas em bolsa. Uma empresa de capital fechado pode somente emitir e vender suas ações de modo particular - distribuição privada - vedada a veiculação de anúncios, prospectos e outros, para sua colocação pública.
A companhia de capital fechado não possui o registro perante a Comissão de Valores Mobiliários (CVM). A colocação de ações junto ao público depende de autorização da CVM para que seja feita e, neste caso, a emissora passaria a ser uma empresa aberta. Não possuindo registro perante a CVM, empresas de capital fechado não precisam revelar seus balanços contábeis, embora algumas o façam mesmo assim para criar uma imagem de transparência. 